# Stichopogon albellus
Stichopogon albellus är en tvåvingeart som beskrevs av Friedrich Hermann Loew 1856. Stichopogon albellus ingår i släktet Stichopogon och familjen rovflugor. Inga underarter finns listade i Catalogue of Life.